# Posthumanismus
Jako posthumanismus jsou označovány proudy myšlení, vzniklé na konci 20. století. Myšlenky pochází zejména ze science fiction, současného umění a filosofie, která se zabývá vztahem člověka k technologiím (včetně biotechnologií) a radikálními změnami, které tento vztah přinesl a ještě v budoucnu přinese. Termín posthumanismus poprvé použil Peter Sloterdijk roku 1999 během debaty o Heideggerovi a konci humanismu. Sloterdijk během ní řekl, že díky rozvoji technologických věd je nutné uvažovat o novém systému hodnot, doprovázejícím produkci nových bytostí a legitimizujícím používání technologií, které augmentují člověka. Podle Sloterdijka je transhumanismus, byť stále špatně definovaný, přechodem k posthumanismu.
Podle tohoto pojetí věda změnila formu lidství a ještě ji změní (např. pomocí genetického inženýrství), a to do té míry, že nastane radikální obrat v historii lidstva, protože lidé ztratí své privilegium ve prospěch kyborgů, klonů, robotů a dalších inteligentních entit. Podle Jeana Michela Besniera to bude znamenat konec historie lidstva.
Dle některých akademiků tato vize vyžaduje přehodnocení sociologických, etických, politických a kulturních koncepcí, týkajících se vztahu člověka k sobě samému a ke strojům. Jiní tento vývoj považují za degradaci, kterou je nutné zpomalit nebo zvrátit.

## Definice
Dle Francescy Ferrando má posthumanismus nejméně sedm definic:
1. Antihumanismus: jakákoli teorie, která kritizuje tradiční humanismus a tradiční představy o lidstvu a stavech lidství.
2. Kulturní posthumanismus: odvětví kulturní teorie, kritizující základní předpoklady humanismu a jeho dědictví,[8] zpochybňuje historická pojetí člověka a lidské přirozenosti (subjektivita, embodiment apod.)[9] a snaží se překonat archaický koncept lidské přirozenosti pomocí konceptu, který by lépe zachytil flexibilitu, s jakou se člověk přizpůsobuje současnému technologickému poznání.
3. Filosofický posthumanismus: filosofický směr, zakládající na kulturním posthumanismu. Filosofický posthumanismus zkoumá etické implikace rozšíření morálního zájmu za hranice lidského druhu.[9]
4. Posthumanistický stav: dekonstrukce lidského stavu pomocí kritické teorie.
5. Posthumanistický transhumanismus: transhumanistická idelogie a hnutí, které se snaží vyvinout a zpřístupnit technologie, které zabraňují stárnutí, umožňují nesmrtelnost a posilují lidské intelektuální, fyzické a psychologické schopnosti. Chtějí tak dosáhnout postlidské budoucnosti.[10]
6. Vzpoura strojů: varianta transhumanismu, ve které lidé nebudou augmentováni a místo toho je nahradí umělá inteligence. Podle kosmismu Huga de Harise by se jednalo o kosmickou tragédii, pokud by evoluce lidstva zamrzla.
7. Dobrovolné vyhynutí lidstva, tedy budoucnost bez lidí.

## Filosofický posthumanismus
Dle Teda Schatzkiho existují dvě varianty filosofického posthumanismu. První nazývá objektivismem. Objektivismus čelí nadměrnému důrazu, který klade humanismus na subjektivno nebo intersubjektivno a současně zdůrazňuje roli mimolidských agentů (mimolidských zvířat, ale i rostlin či počítačů). Druhá varianta prioritizuje (sociální) praktiky před jedinci.
Třetí druh posthumanismu může být rozpoznán také v díle Hermana Dooyeweerda, který výrazně kritizoval humanismus. Dooyeweerd zkonstruoval filosofii, která nezahrnovala humanistické, scholastické ani řecké myšlení, ale začala na odlišném základním náboženském motivu. Tato filosofie prioritizovala zákon a smysluplnost, protože to je to, co lidstvu umožňuje existovat. "Význam je bytí všeho, co bylo stvořeno [...] a dokonce i podstata nás samých."
Mezi cíle posthumanismu patří redefinice člověka a společnosti či návrat k biologickému zvířeti. Do jaké míry se posthumanistické představy naplní, zůstává otázkou. Je možné, že humanismus zůstane relevantní, např. Hervé Fischer argumentuje, že transhumanismus a posthumanismus jsou toxické technologické utopie, kterých lidstvo nedosáhne a zavádí termín hyperhumanismus, kterým označuje augmentaci schopností člověka.
Podle Jean-Paula Baquiasta pojem posthumanismus označuje produkt darwinovské biologické evoluce. Nezvládl toho více než jiné evoluční jevy. jedná se o „základnu“, „nevyhnutelnou změnu, kterou tradiční společnosti vnucuje rychlý a mnohostranný rozvoj vědy a techniky, zejména techniky výpočetní a umělé inteligence“.
Podle některých je posthumanistická bytost přeměněná technologií na něco jiného než člověka (nemusí se muset narodit biologicky nebo nemusí zemřít. Steven Pinker, kognitivní neurolog, se však ptá: „Co když chirurg nahradí neuron integrovaným obvodem, který věrně kopíruje jeho fungování? Cítíte se stejně a chováte se jako předtím. Poté stejným způsobem nahradí další neuron, poté třetinu neuronů, dokud nebude většina vašeho mozku tvořena mikročipy. Protože každý čip funguje přesně jako neuron, který nahrazuje, vaše chování a paměť se nezmění. Všimli jste si rozdílu? Je to stejné jako umírání? Nastěhovala se dovnitř vás nějaká jiná entita?" Jean-Michel Besnier píše, že z epigenetických důvodů se neurobiologové domnívají, že nemůže existovat izolovaný mozek, jak si představují posthumanisté nebo transhumanisté.

### Vývoj filosofického posthumanismu
Již roku 1977 literární teoretik a teoretik postmoderny Ihab Hassan prohlásil, že musí nastávat konec humanismu, protože se transformuje do něčeho, co je nutné nazvat posthumanismem. Jeho pohled předchází většině proudů posthumanismu, které se následně zformovaly. Kromě postmodernistických studií to byla kulturní teorie, která rozvinula posthumanismus. Reagovala tak na problematické předpoklady humanistického a osvícenského myšlení.
Mezi teoretiky, kteří doplňují i kritizují Hassana, patří: Michel Foucault, Judith Butler, kybernetici Gregory Bateson, Warren McCulloch, Norbert Wiener, Bruno Latour, Cary Wolfe, Elaine Graham, N. Katherine Hayles, Benjamin H. Bratton, Donna Haraway, Peter Sloterdijk, Stefan Lorenz Sorgner, Evan Thompson, Francisco Varela, Humberto Maturana, Timothy Morton, Douglas Kellner. Mezi teoretiky jsou filosofové jako Robert Pepperell, kteří píšou o "lidském stavu", který často nahrazuje termín posthumanismus.
Posthumanismus se od klasického humanismu liší tím, že lidstvo považuje opět za jeden z mnoha druhů živočichů a odmítá tak antropocentrickou nadvládu. Podle tohoto tvrzení nemají lidé vrozená práva ničit přírodu nebo se nad ni a priori eticky stavět. Také lidské znalosti jsou redukovány na pozici méně ovládající, dříve považovanou za určující aspekt světa. Lidská práva existují ve spektru práv zvířat a postlidských práv. Přiznávají se omezení a omylnost lidské inteligence, i když to neznamená opuštění racionální tradice humanismu.
Zastánci posthumanistického diskurzu naznačují, že inovace a pokrok rozvíjející se technologie překonaly tradiční lidský model, navržený Descartem (a dalšími) v souvislosti s filozofií osvícenského období. Na rozdíl od humanismu se diskurz posthumanismu snaží předefinovat hranice obklopující moderní filozofické chápání člověka. Posthumanismus představuje vývoj myšlení nad rámec současných sociálních hranic a je založen na hledání pravdy v postmoderním kontextu. Tím odmítá předchozí pokusy o vytvoření „antropologických univerzálií“, které jsou naplněny antropocentrickými předpoklady.
Filozof Michel Foucault umístil posthumanismus do kontextu, který odlišoval humanismus od osvícenského myšlení. Podle Foucaulta existovaly tyto dva směry ve stavu napětí: humanismus se snažil stanovit normy, zatímco osvícenská myšlenka se pokoušela překonat vše, co je hmotné, včetně hranic vytvořených humanistickým myšlením. Posthumanismus zakládá na osvícenském zpochybnění hranic humanismu a odmítá různé domněnky lidských dogmat (antropologických, politických, vědeckých) a činí další krok s pokusem změnit povahu myšlení o tom, co to znamená být člověkem. To vyžaduje nejen decentralizaci člověka v různých diskurzech (evolučních, ekologických, technologických), ale také zkoumání těchto diskurzů za účelem odhalení inherentních humanistických, antropocentrických, normativních pojmů lidství a pojetí člověka.

### Současný diskurz posthumanismu
Posthumanistický diskurz si klade za cíl zkoumat to, co to znamená být člověkem, a kriticky zpochybnit pojem „člověk“ ve světle současných kulturních a historických kontextů. Ve své knize How We Became Posthuman (Jak jsme se stali postlidmi) píše N. Katherine Haylesová o boji mezi různými verzemi posthumanismu, který se neustále vyvíjí po boku inteligentních strojů. Podle některých taková koevoluce umožňuje člověku rozšířit jeho subjektivní chápání skutečných zkušeností za hranice vtělené existence. Podle pohledu Haylesové – často označovaného jako technologický posthumanismus – se tak vizuální percepce a digitální reprezentace paradoxně stávají stále výraznějšími. I když se člověk snaží rozšířit znalosti dekonstrukcí vnímaných hranic, právě tyto hranice umožňují získávání znalostí. Předpokládá se, že používání technologií v současné společnosti tento vztah komplikuje.
Haylesová pojednává o překladu lidských těl do informací (jak navrhl Hans Moravec), aby osvětlila, jak byly hranice naší vtělené reality v současné době ohroženy a jak úzké definice lidství již neplatí. Z tohoto důvodu je podle Haylesové posthumanismus charakterizován ztrátou subjektivity na základě tělesných hranic. Tato část posthumanismu, včetně měnícího se pojmu subjektivity a narušení myšlenek o tom, co to znamená být člověkem, je často spojována s konceptem kyborga Donny Harawayové. Haraway se však distancovala od posthumanistického diskurzu kvůli tomu, že jiní teoretici tento výraz používali k podpoře utopických pohledů na technologické inovace k rozšíření biologické kapacity člověka (i když by tyto představy spadaly spíše do oblasti transhumanismu).
Posthumanismus je široká a složitá ideologie, která má relevantní důsledky pro dnešek i pro budoucnost. Pokouší se předefinovat sociální struktury bez přirozeně lidského nebo dokonce biologického původu, ale spíše ve smyslu sociálních a psychologických systémů, kde by vědomí a komunikace mohly potenciálně existovat jako jedinečné entity bez těla. Objevují se také otázky týkající se současného a budoucího používání technologie při formování lidské existence, stejně jako nové obavy týkající se jazyka, symboliky, subjektivity, fenomenologie, etiky, spravedlnosti a kreativity.

## Humanitní vědy aantropocén
Kritika definice člověka a jeho cílů spočívá v tom, že byla vytvořena evropskými, mužskými a privilegovanými subjekty, které podporují nadřazenost člověka nad jeho prostředím. Podle Rosi Braidotti musí být tato nadřazenost zpochybněna, protože vede k přírodním katastrofám, vyčerpávání zdrojů apod. a ohrožuje tak udržitelnost lidstva v jeho prostředí. Podle této italské filozofky je tak nezbytné předefinování relačních vztahů, které lidé udržují s přírodou a ostatními druhy. Jen tak by bylo možné uvažovat o konceptu lidské bytosti, který může jít nad rámec antropocentrické vize světa. To zahrnuje zpochybňování dualismů mezi přírodou/kulturou, člověkem/zvířetem, člověkem/strojem. Například Diane Davis ve svém článku Writing-Being: Another Look at the „Symbol-Using Animal“ zpochybňuje myšlenku, že člověk je jedinou živou bytostí, která píše a ukazuje, že některé opice si také dokážou vyvinout určitou formu psaní, aby reagovaly na výzvy komunity.
V kontextu vyspělého kapitalismu, který přichází spolu s klimatickou krizí, je technologický a biogenetický pokrok přehodnocován s emancipačním cílem, který integruje nové formy subjektivity, s cílem uchopit životaschopnou budoucnost otevřenou transformacím.